# Маркушевська Галина Петрівна
Галина Маркушевська (16 липня 1976, Вінниця) — українська гандболістка, призер Олімпійських ігор.

## Біографія
Вихованка тренерів Валентина і Світлани Поміркованих (Вінниця). 
Закінчила Національний університет фізичного виховання і спорту України (1999 р.) і Таврійський національний університет імені В. І. Вернадського. 
В 2004-2005 роках — гравчиня спортивного клубу «Мотор» Запоріжжя. 
Срібний призер чемпіонату Європи (2000). Член національної збірної України. 
Олімпійську медаль вона виборола на афінській Олімпіаді в складі збірної України з гандболу.

## Титули та досягнення

### Державні
- Орден княгині Ольги III ступеня
- Почесна грамота Кабінету Міністрів України
- Почесна грамота Верховної Ради України
- Медаль «За розвиток Запорізького краю»
- Знак Пошани